# Adriapontia tanzanica
Adriapontia tanzanica är en tvåvingeart som beskrevs av Ozerov 2000. Adriapontia tanzanica ingår i släktet Adriapontia och familjen svängflugor.
Artens utbredningsområde är Tanzania. Inga underarter finns listade i Catalogue of Life.